# Степан Качала
Степа́н (Стефа́н) Теодо́рович Кача́ла (травень[джерело?] 1815, містечко Фірлеїв, нині c. Липівка Рогатинського району Івано-Франківської області  — 10 листопада 1888) — український галицький греко-католицький священник, з 1861 до смерті — посол до Галицького сейму; посол до Австрійського райхсрату (1861—1879). Член-засновник Товариства ім. Шевченка, Народного дому, товариства «Просвіта», Народної Ради, «Руського товариства педагогічного», політичний і громадський діяч, народовець, публіцист, великий покровитель української літератури. Був одружений з Анною Стрільбицькою з роду Стрільбицьких, з якою мали сина Володимира Качалу. Дід Кирила Студинського, прадід Романа Слюзара (по матері).

## Життєпис
Народився у травні 1815 року в багатодітній родині Теодора та Євдокії Качалів.
Навчався у місцевій парохіяльній школі, відтак — у Бережанській гімназії. Закінчив Львівську духовну семінарію, яка в ті часи перебувала під впливом ідей Маркіяна Шашкевича і організованої ним «Руської Трійці». Висвятився 1842 р. Після свячень спочатку був адміністратором парафії в селі Плотича Бережанського деканату (1844–1845), а згодом адміністратором і парохом в селі Скорики Збаразького деканату (1845–1852).
З 1852 року — незмінний парох с. Шельпаки (нині Підволочиського району Тернопільської обл.), з перервами обіймав посаду Збаразького декана УГКЦ.
З 1848 року відіграє помітну роль у громадському та політичному житті Галичини. Степан Качала разом із Миколою Устияновичем та Володимиром Терлецьким розробили перший тимчасовий статут «Просвіти», який згодом удосконалили. Він і Юліян Лаврівський — єдині авторитетні політики старшого покоління, які в 1860-х роках підтримали народовців, що надало цьому рухові необхідного мінімуму авторитету (перші народовці були виключно молоді студенти та семінаристи).
Журналіст, історик, ідеолог народовства, автор численних публікацій та історичних праць. щедрий меценат, значну частину своїх статків заповів громадським установам народовців.
Чотириразовий посол (депутат) Галицького сейму від IV курії виборчого округу № 39 Збараж — Медин (1-го, 3-го, 4-го і 5-го скликань).
За політичними переконаннями був федералістом, підтримував польські ідеї про розширення автономії Галичини. Через підтримку до польських урядових ініціатив він не ввійшов до складу фракції «Руський клуб» у Галицькому сеймі 1870 року, оскільки більшість там становили москвофіли. Був добрим промовцем, у Сеймі виступав нечасто, але ефектно.
На виборах до Райхсрату 1873 року поляки підтримали його кандидатуру в окрузі Тарнів — Бохня (Західна Галичина). Здобувши мандат, увійшов до складу фракції «Польське коло».
Палкий оборонець прав українського населення Галичини.
Помер Степан Качала 29 жовтня 1888 року на 73-му році життя і на 46-му священства. На похорон видатного діяча прийшли відомі громадські діячі та політики Юліан Романчук, Кость Левицький, Антін Горбачевський, Кирило Трильовський. Перед смертю він заповів чималі суми «Просвіті», газеті «Діло», «Руському товариству педагогічному». Поховали його в с. Шельпаки.

## Праці
- «Що нас губить а що нам помочи може» (1869). В ній:|  | … дуже доступно роз’яснював, що “губить нас” пияцтво, темнота, невміння організуватися, щоб заробити й ощадливо витрачати гроші. За позитивний приклад… взяв євреїв, котрі “не п’ють”, вміло торгують, вчать своїх дітей. |
- «Polityka Polaków względem Rusi» (Політика поляків з точки зору Русі. — Львів, 1879). 1886 року в Тернополі цю брошуру видано українською мовою під назвою «Коротка історія Руси». В ній остаточно розчарувався у співпраці з польськими шовіністами та розкритикував їх.

## Вшанування

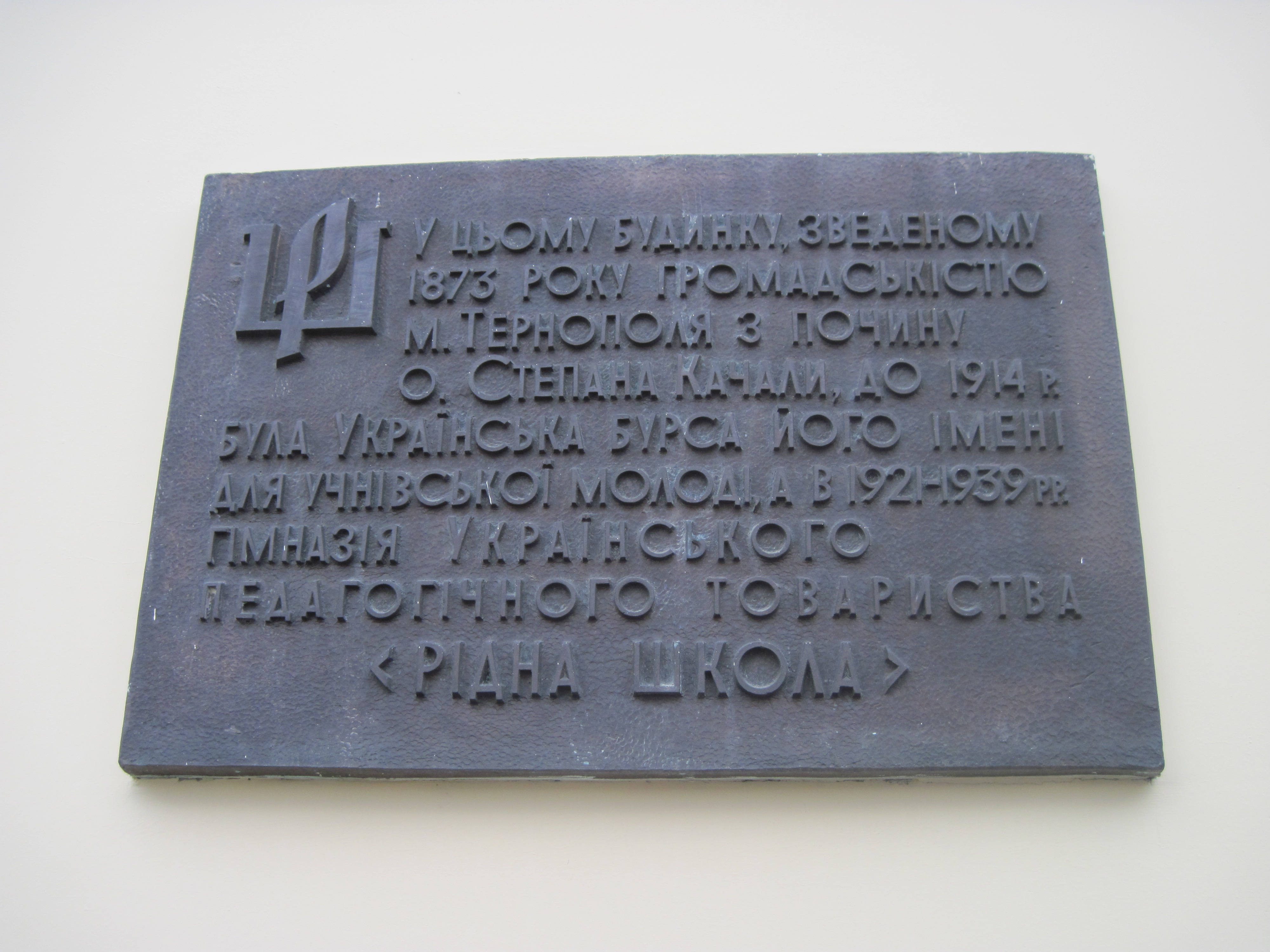
Пам'ятна дошка, колишня бурса, Тернопіль, Качали, 9

- на могилі Степана Качали в Шельпаках стоїть пам'ятник авторства відомого скульптора Юліяна Марковського[4]
- меморіяльна таблиця Степану Качалі (Шельпаки, 1995 року)
- вулиці у Львові, Тернополі (центр)
- меморіальна таблиця і ліцей ім. Стефана Качали у рідному селі Липівка (Фірлеїв)